# 마스 2020

퍼서비어런스와 인제뉴어티의 자화상 (2021년)

마스 2020(Mars 2020)은 미국 항공 우주국의 화성 탐사 계획의 일부분을 형성하는 화성 탐사차 미션이다. 퍼서비어런스와 인제뉴어티, 그리고 관련 장비들이 포함된다. 마스 2020은 2020년 7월 30일 협정 세계시(UTC) 11:50:01에 애틀러스 V 우주발사체를 통해 지구에서 발사되어 2021년 2월 18일 20:55 UTC에 화성 분화구 제제로의 터치다운 확인을 받았다. 2023년 2월 21일 기준으로 퍼서비어런스와 인제뉴어티는 화성에서 713일을 머물렀다.

## 같이 보기
- 엑소마스
- 화성 탐사